# Каракол (Онгудайский район)
Каракол (алт. Кара-Коол) — село в Онгудайском районе Республики Алтай России. Административный центр Каракольского сельского поселения.

## История
Село основано в 1820 г.  На алтайском «кара коол» — буквально «обильный, родниковый, питающийся подземными водами поток, протока. река, речная долина».

## География
Расположено в горно-степной зоне центральной части Республики Алтай и находится по берегу реки Урсул, в месте впадения в неё р. Каракол. К востоку от села примыкает село Курота.
Уличная сеть состоит из пяти географических объектов: ул. Алтайская, ул. Г. А. Чунжекова, ул. Г.Чорос-Гуркина (в память о репрессированном художнике, ученик И. И. Шишкина Г. И. Гуркине), ул. Л.Кокышева (в честь Л. В. Кокышева, одного из основоположников алтайской литературы), ул. Урсульская.
Абсолютная высота 885 метров выше уровня моря
.

## Население
| 2010 | 2011 | 2012 | 2013 | 2014 | 2015 |
| ---- | ---- | ---- | ---- | ---- | ---- |
| 458  | ↘457 | ↘452 | ↘438 | ↗443 | ↘430 |
| 2016 |      |      |      |      |      |
| ↘411 |      |      |      |      |      |

Национальный состав
Согласно результатам переписи 2002 года, в национальной структуре населения алтайцы составляли 80 % от общей численности населения в 440 жителей

## Инфраструктура
Каракольская средняя школа. В здании школы краеведческий музей. 
Туристический комплекс «УЧ-ЭНМЕК»
АЗС, магазины, стадион.
Личное подсобное хозяйство. Животноводство. Туризм.
Дом престарелых

## Транспорт
Село стоит вдоль федеральной автомобильной трассы Р-256 «Чуйский тракт».